# Dixa obsoleta
Dixa obsoleta är en tvåvingeart som beskrevs av Peus 1934. Dixa obsoleta ingår i släktet Dixa och familjen u-myggor. Inga underarter finns listade i Catalogue of Life.